# Willem II
Willem II er en hollandsk fodboldklub fra Tilburg. Klubben spiller i den bedste række, Æresdivisionen. Klubben blev stiftet under navnet Tilburgia den 12. august 1896, men blev 12. januar 1898 opkaldt efter Vilhelm 2.. Klubben spiller sine hjemmekampe på Willem II Stadion.
Willem II har tre gange, i 1916, 1952 og 1955 sikret sig det hollandske mesterskab og to gange, i 1944 og 1963 har man vundet landets pokalturnering.

## Titler
- Hollandske mesterskaber (3): 1916, 1952 og 1955

- Hollandske pokaltitler (2): 1944 og 1963

## Kendte spillere
- Kew Jaliens
- Denny Landzaat
- Marc Overmars
- Fernando Derveld
- Sami Hyypiä
- Joris Mathijsen
- Jaap Stam

## Danske spillere
- Thomas Bælum
- Lucas Andersen